# Hermann Witting

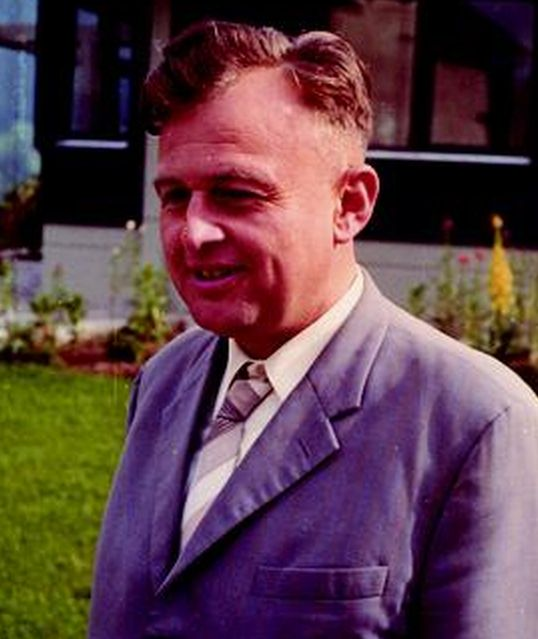
Hermann Witting 1968

Hermann Witting (* 29. Mai 1927 in Braunschweig; † 5. Oktober 2010 in Freiburg im Breisgau) war ein deutscher Mathematiker, der sich vorwiegend mit mathematischer Statistik beschäftigte.

## Leben
Witting studierte ab 1946 an der TU Braunschweig und der Albert-Ludwigs-Universität Freiburg, wo er 1951 sein Diplom machte und 1953 bei Heinrich (Henry) Görtler promoviert wurde (Verbesserung des Differenzenverfahrens von H. Görtler zur Berechnung laminarer Grenzschichten). Danach war er Assistent in Freiburg, wo er sich 1957 habilitierte (Über den Einfluß der Stromlinienkrümmung auf die Stabilität laminarer Strömungen). 1958/59 war er mit einem Forschungsstipendium an der University of California, Berkeley und 1959 Dozent in Freiburg. Nachdem er 1961 schon eine Vertretungsprofessur an der TH Karlsruhe hatte (und Gastdozent an der ETH Zürich war) wurde er 1962 außerordentlicher Professor in Karlsruhe, im selben Jahr aber noch ordentlicher Professor an der Westfälischen Wilhelms-Universität Münster. Ab 1972 war er Professor an der Universität Freiburg, wo er 1992 emeritiert wurde.
Schwerpunkt seiner wissenschaftlichen Arbeit war zunächst die Strömungsmechanik. Ab 1958 wandte er sich der Mathematischen Stochastik zu. Durch den Aufbau einer fruchtbaren wissenschaftlichen „Schule“ und seine Lehrbücher über Mathematische Statistik hat er die Entwicklung dieses Gebietes in Deutschland wesentlich gefördert.
1978 und 1979 war er Präsident der Deutschen Mathematiker-Vereinigung. 1981 wurde er Mitglied der Heidelberger Akademie der Wissenschaften, 1991 korrespondierendes Mitglied der Braunschweigischen Wissenschaftlichen Gesellschaft und 1968 Fellow des Institute of Mathematical Statistics.
1992 wurde ihm von der Mathematisch-Naturwissenschaftlichen Fakultät der Westfälischen Wilhelms-Universität Münster in Würdigung seiner hervorragenden Verdienste die Ehrendoktorwürde verliehen.
Seiner „Schule“ entstammen der Münsteraner Zeit Konrad Behnen, Franz-Reinhold Diepenbrock, Hans-Peter Kinder, Olaf Krafft, Joachim Krauth, Georg Neuhaus, Detlef Plachky, Paul Ressel, Martin Schaefer, Norbert Schmitz und Eckart Sonnemann, aus der Freiburger Zeit Ulrich Müller-Funk, Friedrich Pukelsheim und Helmut Rieder.

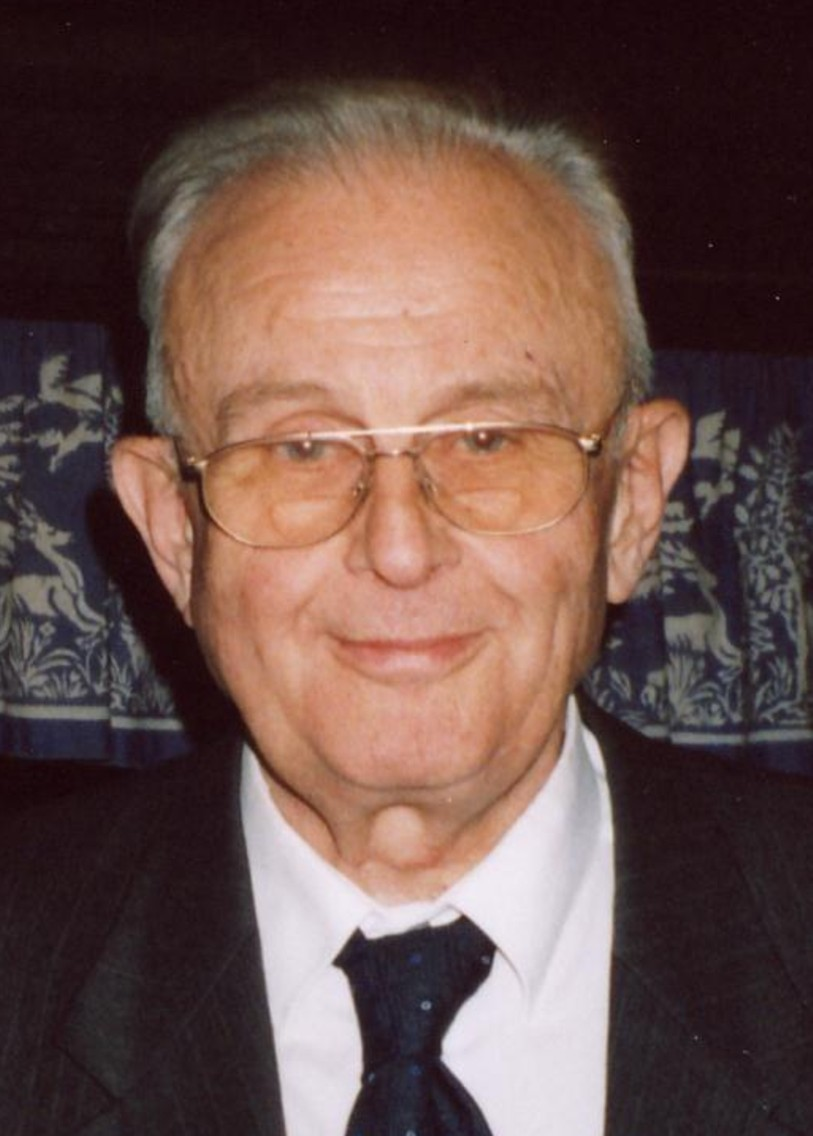
Hermann Witting 2004

## Schriften
Bücher
- Mathematische Statistik – eine Einführung in Theorie und Methoden, Stuttgart: Teubner 1966, 3. Auflage 1978
- mit Gerd Nölle: Angewandte Mathematische Statistik: optimale finite und asymptotische Verfahren, Stuttgart: Teubner 1970
- Mathematische Statistik I – Parametrische Verfahren bei festem Stichprobenumfang, Stuttgart: Teubner 1985
- mit Ulrich Müller-Funk: Mathematische Statistik II – Asymptotische Statistik: Parametrische Modelle und nicht-parametrische Funktionale, Stuttgart: Teubner 1995

Ausgewählte Artikel
- Verbesserung des Differenzenverfahrens von H. Görtler zur Berechnung laminarer Grenzschichten. Z. Angew. Math. Phys. 4, 376–397 (1953).
- Über zwei Differenzenverfahren der Grenzschichttheorie. Arch. Math. 4, 247–256 (1953).
- mit Henry Görtler: Zu den Tanischen Grenzschichten. Österr. Ing.-Arch. 11, 111–122 (1957).
- Über den Einfluß der Stromlinienkrümmung auf die Stabilität laminarer Strömungen. Arch. Ration. Mech. Anal. 2, 243–283 (1958).
- mit Henry Görtler: Einige laminare Grenzschichtströmungen, berechnet mittels einer neuen Reihenmethode. Z. Angew. Math. Phys. 9b, 293–306 (1958).
- Über einen χ²-Test, dessen Klassen durch geordnete Stichprobenfunktionen festgelegt werden. Arch. Math. 10, 468–479 (1959).
- A generalized Pitman efficiency for nonparametric tests. Ann. Math. Stat. 31, 405–414 (1960).
- Optimale Kapazität von Lagerhallen. Unternehmensforschung 5, 98–110 (1961).
- mit Olaf Krafft: Optimale Tests und ungünstige Verteilungen. Z. Wahrscheinlichkeitstheor. Verw. Geb. 7, 289–302 (1967).
- Zur Theorie des Rangtests. Metrika 18, 137–144 (1972)
- mit Ulrich Müller-Funk und Friedrich Pukelsheim: On the duality between locally optimal tests and optimal experimental designs. In: Linear Algebra and its Applications. Band 67, 1985, S. 19–34, doi:10.1016/0024-3795(85)90183-1.
- mit Ulrich Müller-Funk, Friedrich Pukelsheim: Locally most powerful tests for two-sided hypotheses. In: Franz Konecny, J. Mogoyoródi, Wolfgang Wertz (Hrsg.): Probability and statistical decision theory – Proceedings of the 4th Pannonian Symposium on Mathematical Statistics, Bad Tatzmannsdorf, Austria, 4-10 Sept. 1983, vol. A. Reidel, Dortrecht 1985, S. 31–56.
- mit Ulrich Müller-Funk, Friedrich Pukelsheim: On the attainment of the Cramér-Rao bound in L-r-differentiable families of distributions. In: The Annals of Statistics. Band 17, Nr. 4, 1989, S. 1742–1748.
- mit Ulrich Müller-Funk: Testing problems with nuisance parameters:  Linear models under non-classical assumptions. In: ZOR – Methods and Models of Operations Research. Band 33, Nr. 1, 1989, S. 1–20, doi:10.1007/BF01415513.
- Mathematische Statistik. In: Ein Jahrhundert Mathematik 1890–1990; Festschrift zum Jubiläum der DMV, S. 781–815, Braunschweig: Vieweg 1990
- A conversation with Leopold Schmetterer. In: Statistical Science. Band 6, Nr. 4, 1991, S. 437–447. * mit Hans Ulrich Burger, Ulrich Müller-Funk: On locally optimal nonparametric tests. In: ZOR – Methods and Models of Operations Research. Band 36, Nr. 2, 1992, S. 163–184, doi:10.1007/BF01417215.
- mit Ulrich Müller-Funk: Nichtparametrischer Vergleich von Dispersionen: Symmetrisierungshalbordnungen. In: Horst Rinne, Bernhard Rüger, Heinrich Strecker (Hrsg.): Grundlagen der Statistik und ihre Anwendungen – Festschrift für Kurt Weichselberger. Physica-Verlag, Heidelberg 1995, ISBN 3-7908-0872-5, S. 156–171.
- Rank tests for scale: Hájek’s influence and recent developments. Kybernetika 31, No. 3, 269–291 (1995).
- Nichtparametrische Statistik: Aspekte ihrer Entwicklung 1957–1997, Jahresbericht DMV, Band 100, 1998, S. 209–237